# Everything to Lose
"Everything to Lose" é uma canção da cantora britânica Dido, gravada para a banda sonora de Sex and the City 2. A música estreou no sítio oficial da artista a 9 de Maio de 2010.

## Faixas e formatos
| Descarga digital |                                                        |         |  |
| N.º              | Título                                                 | Duração |  |
| 1.               | "Everything to Lose" (Armin van Buuren Remix)          | 7:58    |  |
| 2.               | "Everything to Lose" (ATFC Remix)                      | 8:29    |  |
| 3.               | "Everything to Lose" (ATFC Dub)                        | 6:44    |  |
| 4.               | "Everything to Lose" (Fred Falke Extended Vocal Remix) | 7:48    |  |
| 5.               | "Everything to Lose" (Fred Falke Dub)                  | 7:51    |  |

## Desempenho nas tabelas musicais

### Posições
| Tabela musical (2010)   | Melhor posição |
| ----------------------- | -------------- |
| Austrália - ARIA Charts | 84             |